# Bietingen
Bietingen ist ein Dorf mit rund 1.150 Einwohnern im Landkreis Konstanz in Baden-Württemberg. Die bis 1974 selbständige Gemeinde Bietingen gehört heute als Ortsteil zur Gemeinde Gottmadingen.

## Geografie
Bietingen liegt am Westrand des Hegau an der Grenze zur Schweiz, etwa auf halbem Weg zwischen den Städten Schaffhausen und Singen (Hohentwiel). Das hügelige Gelände um Bietingen wird von Äckern und Wiesen geprägt, östlich und südwestlich des Dorfes zeigen sich kleinere Waldflächen. Durch Bietingen fließt die Biber auf ihrem Weg zum Rhein. Das Bibertal wird von zwei Verkehrswegen genutzt: von der Hochrheinbahn und der Bundesstraße 34 (Teil der Europastraße 54) mit dem nach Weil am Rhein/Basel zweitgrößten Straßengrenzübergang zwischen Deutschland und der Schweiz als Teil der Verbindung Stuttgart−Zürich.

## Geschichte
Etwa 1100 Meter westlich der Dorfkirche finden sich in einem Waldgebiet die Reste der Höhenburganlage Kapf. Ob es sich um eine jungsteinzeitliche, eine bronzezeitliche oder eine urnenfelderzeitliche Burg handelt, ist bis heute nicht geklärt.
Bietingen taucht im Jahr 892 erstmals als villa quadicitur Puatinga in einer Urkunde auf. Die Klöster St. Blasien im Schwarzwald und Rheinau hatten schon früh Grundbesitz in Bietingen. Einen Teil davon erwarb die Stadt Schaffhausen im 17. Jahrhundert. Die Burgherren von Stoffeln waren vom 14. Jahrhundert an bis 1579 als Vögte der Klöster St. Blasien und Petershausen die Herren von Bietingen, unterbrochen von einer kurzen Zeit der Verpfändung an die Deutschordenskommende auf Mainau im 16. Jahrhundert. Von 1579 bis zur Mediatisierung im Jahr 1806 war Bietingen durch Erbteilung an die Hornsteiner gefallen.
1806 kam das Dorf zunächst nach Württemberg, ab 1810 zu Baden. 1974 erfolgte die Eingemeindung nach Gottmadingen.

## Wappen
| Wappen der ehemals selbständigen Gemeinde Bietingen | Blasonierung: „Auf grünem Dreiberg in Silber (Weiß) drei grüne Ähren, dahinter schräggekreuzt ein schwarzer Rechen und eine schwarze Sense.“ |
| Wappen der ehemals selbständigen Gemeinde Bietingen | Wappenbegründung: Ein um 1860 geschnittener ovaler Lacksiegelstempel mit der Umschrift „Bürgermeisteramt Bietingen“ besaß zum ersten Mal das Symbol des Bietinger Wappens. In Anlehnung an dieses bisher geführte Symbol ernannte der Gemeinderat es im März 1904 zum offiziellen Gemeindewappen. |

## Sehenswürdigkeiten

### Kirche St. Gallus
Die Pfarrkirche St. Gallus in Bietingen ist ein moderner Kirchenbau aus den Jahren 1956/1957. Nur der spätgotische Turm aus dem Jahr 1498 wurde vom Vorgängerbau übernommen.

### Schloss
Mitten im Dorf befindet sich das Schloss Bietingen. Es wird von einem Park umgeben. Schloss und Park sind in privatem Besitz und nicht zugänglich. Das Schloss wurde ab 1720 für Ferdinand Maria von Hornstein errichtet. Die Pläne stammten vom Baumeister und Zeugleutnant Johannes Dobler vom Hohentwiel. 1897 wurde das zweigeschossige Schloss mit Satteldach einem historisierenden Umbau unterzogen: es bekam Staffelgiebel mit Zinnen.

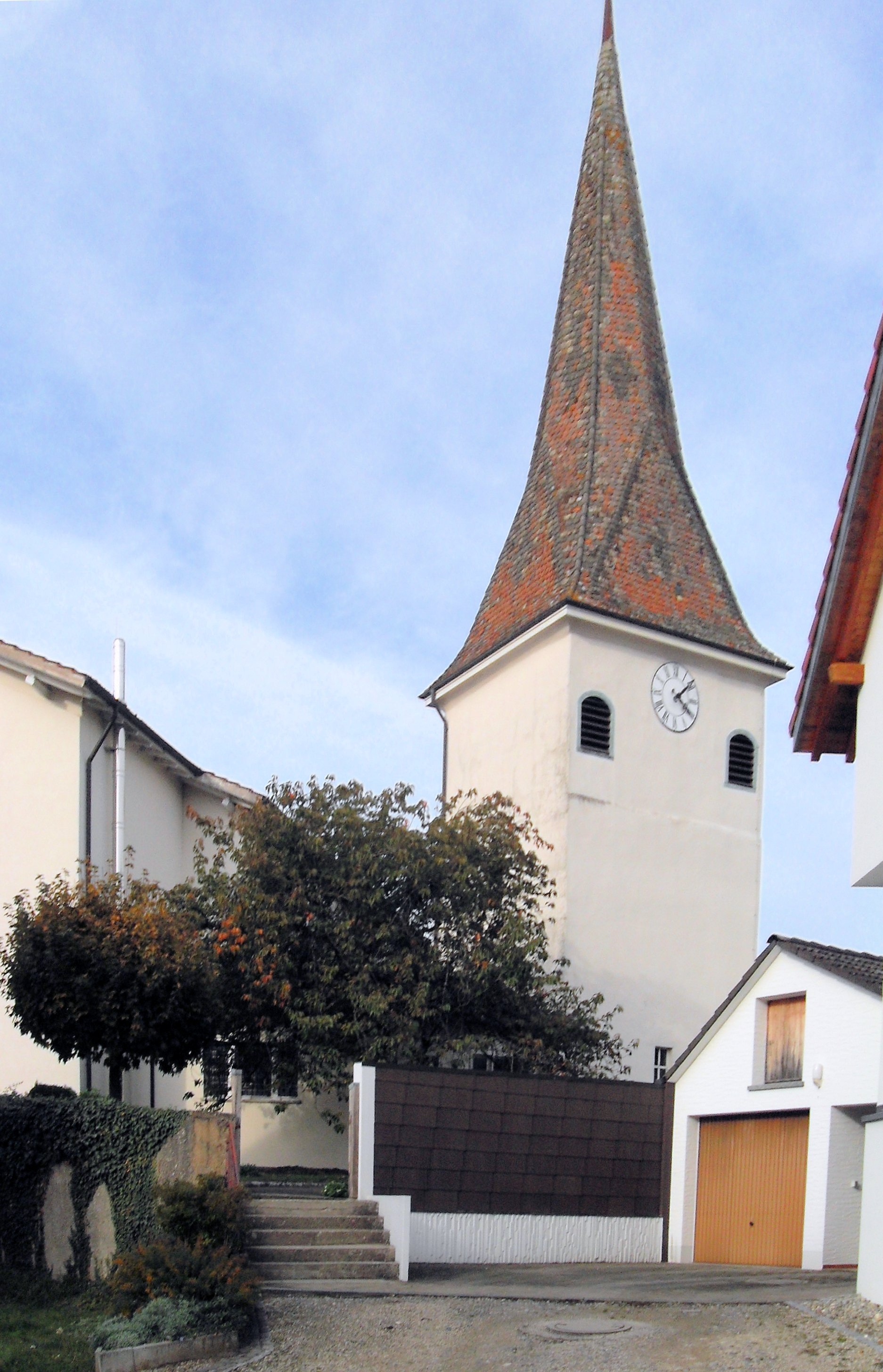
Pfarrkirche St. Gallus
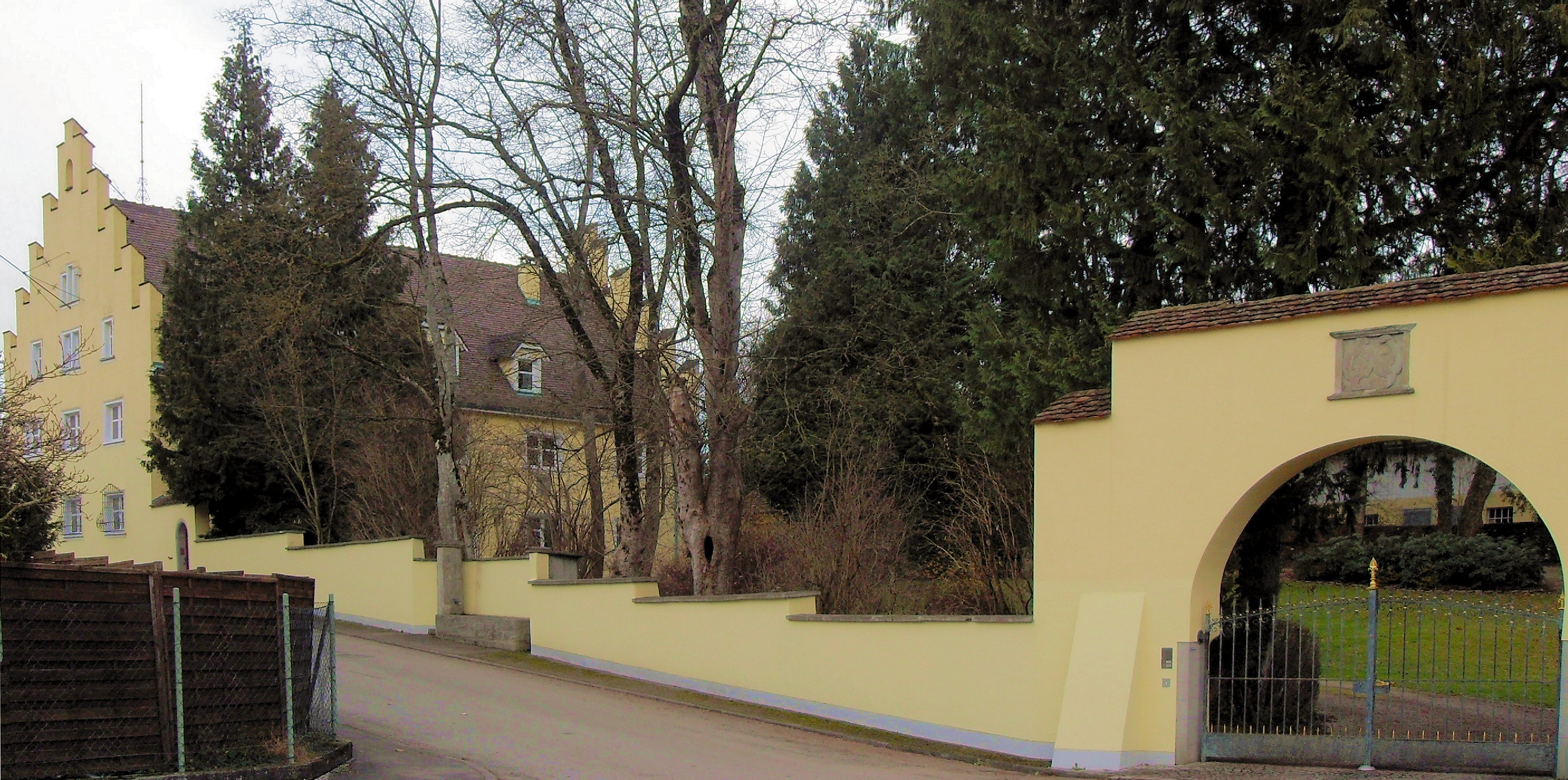
Schloss Bietingen

## Wirtschaft und Infrastruktur
Bis in die 1960er Jahre war Bietingen weitgehend ländlich geprägt. Im Ort gibt es auch heute noch einige Haupterwerbs-Landwirte, dazu eine Gärtnerei mit Baumschule. In einem kleinen Gewerbegebiet im Osten Bietingens ist die Fa. Birgit Toth Metallveredelung und Maschinenhandel e. K. ansässig; ebenso ein Küchen- und Möbelstudio. Viele Bewohner sind Grenzgänger in das nahe Schweizer Umland.
Bietingen hat einen Discounter und eine Tankstelle und einige Gasthöfe. Die Bildungsangebote beschränken sich auf einen Kindergarten und eine Grundschule; weiterführende Schulen befinden sich in Gottmadingen.
Am Nordrand des Dorfes verläuft die Hochrheinbahn mit einem Haltepunkt in Bietingen. Die Bundesstraße 34 von Singen nach Schaffhausen umgeht Bietingen ebenfalls im Norden. Eine weitere Straßenverbindung besteht über Randegg nach Gailingen am Hochrhein. Der Öffentliche Nahverkehr wird durch Busse der SBG Radolfzell gewährleistet.

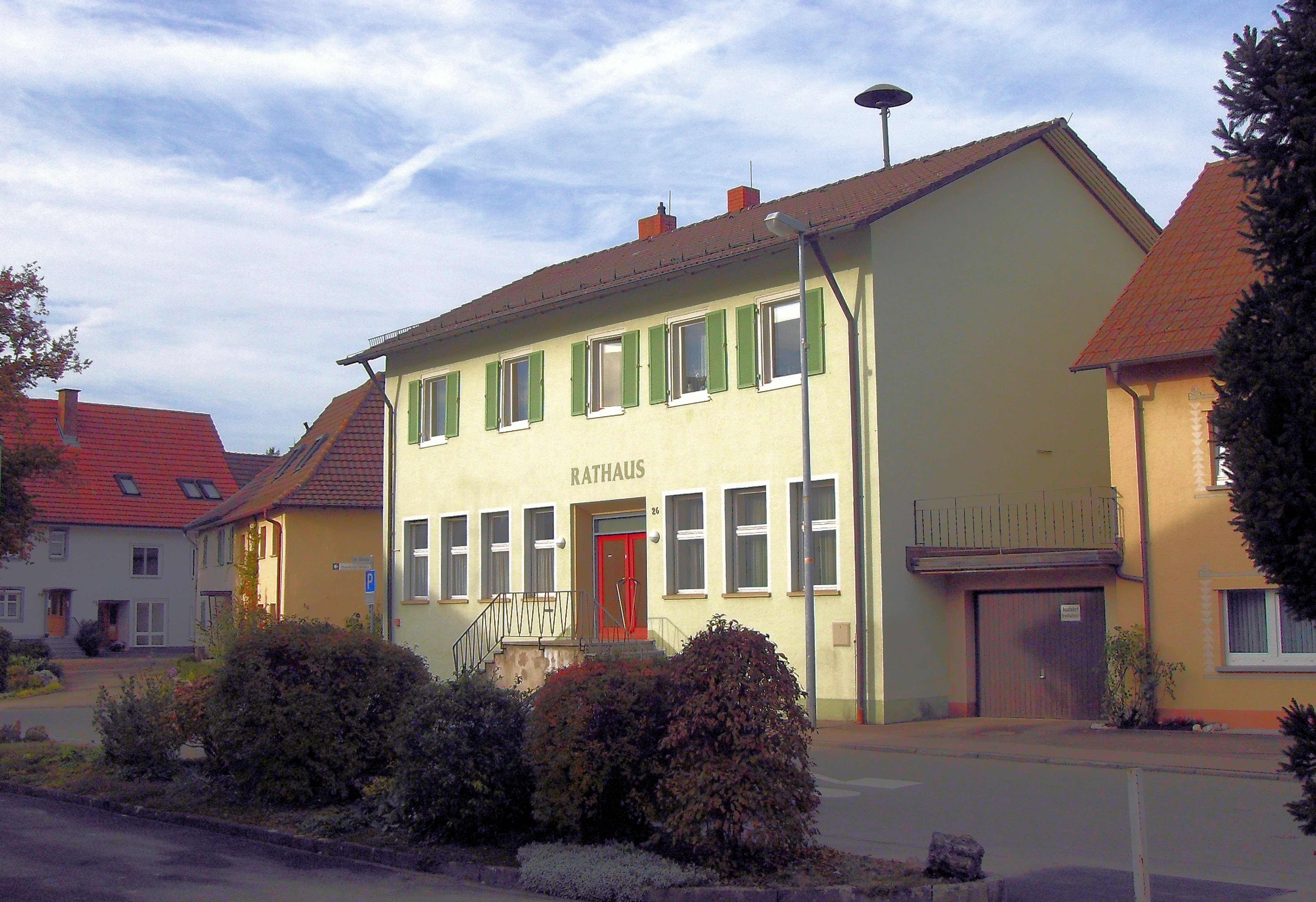
Bietinger Rathaus
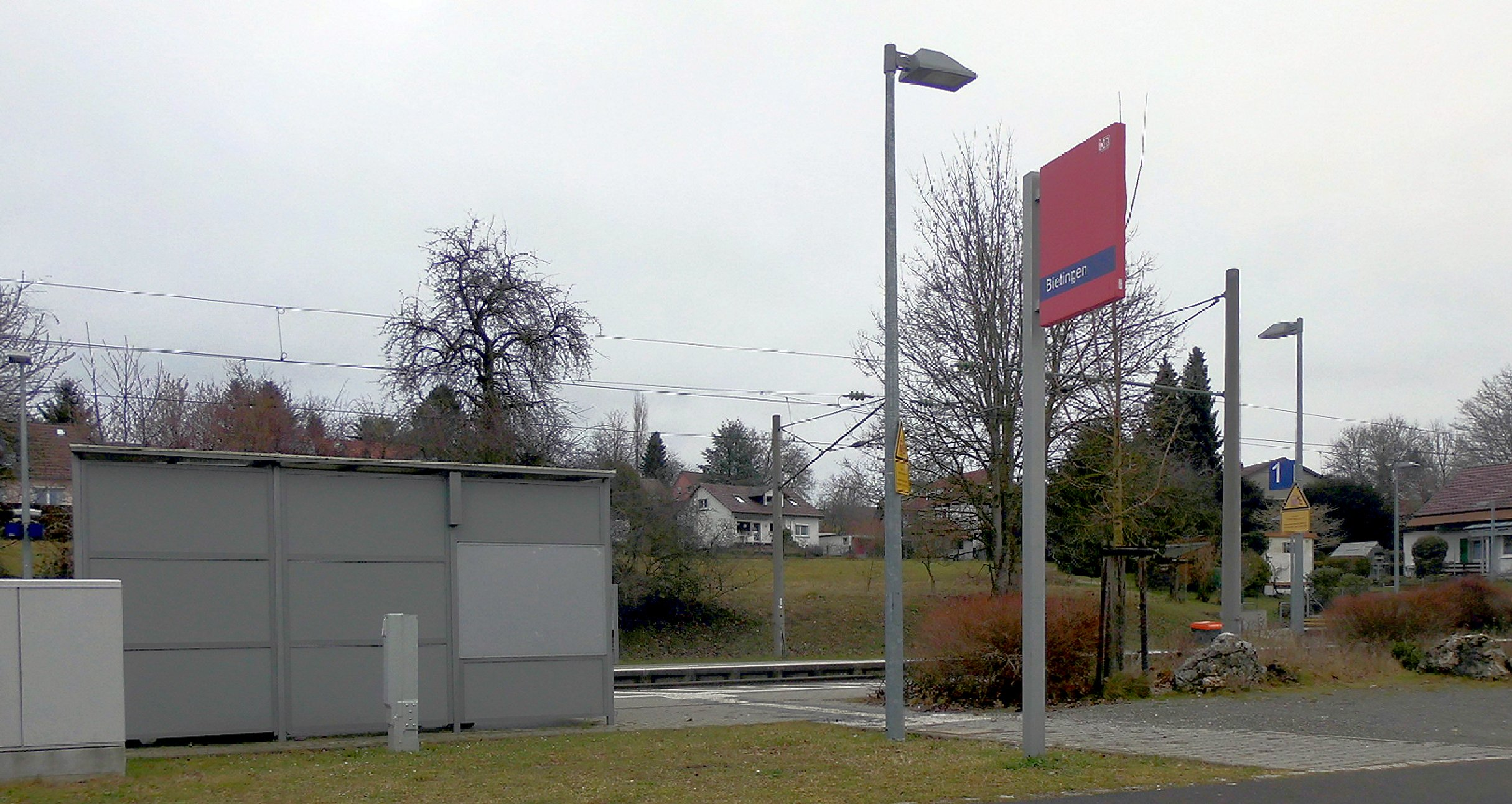
Haltepunkt Bietingen